# 張淑芬 (遼寧)
张淑芬（1960年4月—），出生于中国辽宁省沈阳市，大连理工大学教授。精细化工专家、染料专家。

## 生平
师从著名化学工程专家杨锦宗教授，长江学者奖励计划特聘教授。现任大连理工大学精细化工系主任，兼任中国染料专业委员会副主任委员。2008年获得何梁何利科学技术创新奖。